# Typhlodromus ornatus
Typhlodromus ornatus är en spindeldjursart som först beskrevs av Denmark och Muma 1973.  Typhlodromus ornatus ingår i släktet Typhlodromus och familjen Phytoseiidae. Inga underarter finns listade i Catalogue of Life.